# コスメ・アンベネ
コスメ（Cosme）こと、コスメ・アンベネ・エバング・エラ（Cosme Anvene Ebang Elá 、1990年3月3日 - ）は、赤道ギニア・アニソク出身のサッカー選手。デポルティーボ・ウニダ所属。赤道ギニア代表。ポジションは、ディフェンダー。

## 代表歴
2015年に赤道ギニア代表デビューを果たした。